# Mailing lista
Mailing lista je lista imena i pripadajućih im adresa elektroničke pošte koja omogućava slanje materijala svim upisnicima dotične liste. Svaki puta kada netko pošalje elektroničku poštu putem mailing lista, dotična pošta se distribuira svim ljudima upisanima na listu, čime se otvara velik prostor za zloupotrebu. Netko je primjerice može koristiti kako bi slao nepoželjne materijale.